# Mencsely
A Mencsely (ukránul: Манчул) hegy a Kárpátokban, Ukrajna területén. 1501 méteres magasságával az Északkeleti-Kárpátokhoz tartozó Kraszna-havas egyik legmagasabb csúcsa. Közigazgatásilag Kárpátaljához tartozik.

## Élővilág, természetvédelem
Alacsonyabb részein barna erdőtalajon bükkösök és lucfenyves-bükkösök dominálnak. 1200–1400 m magasságban a tőzeges talajon hegyi rétek („polonyinák”) jellemzők, helyenként havasi törpefenyő fordul elő. A magasabb hegytetőn leegyszerűsödött szubalpi társulások töredékei vannak jelen.